# Sagas du Vinland

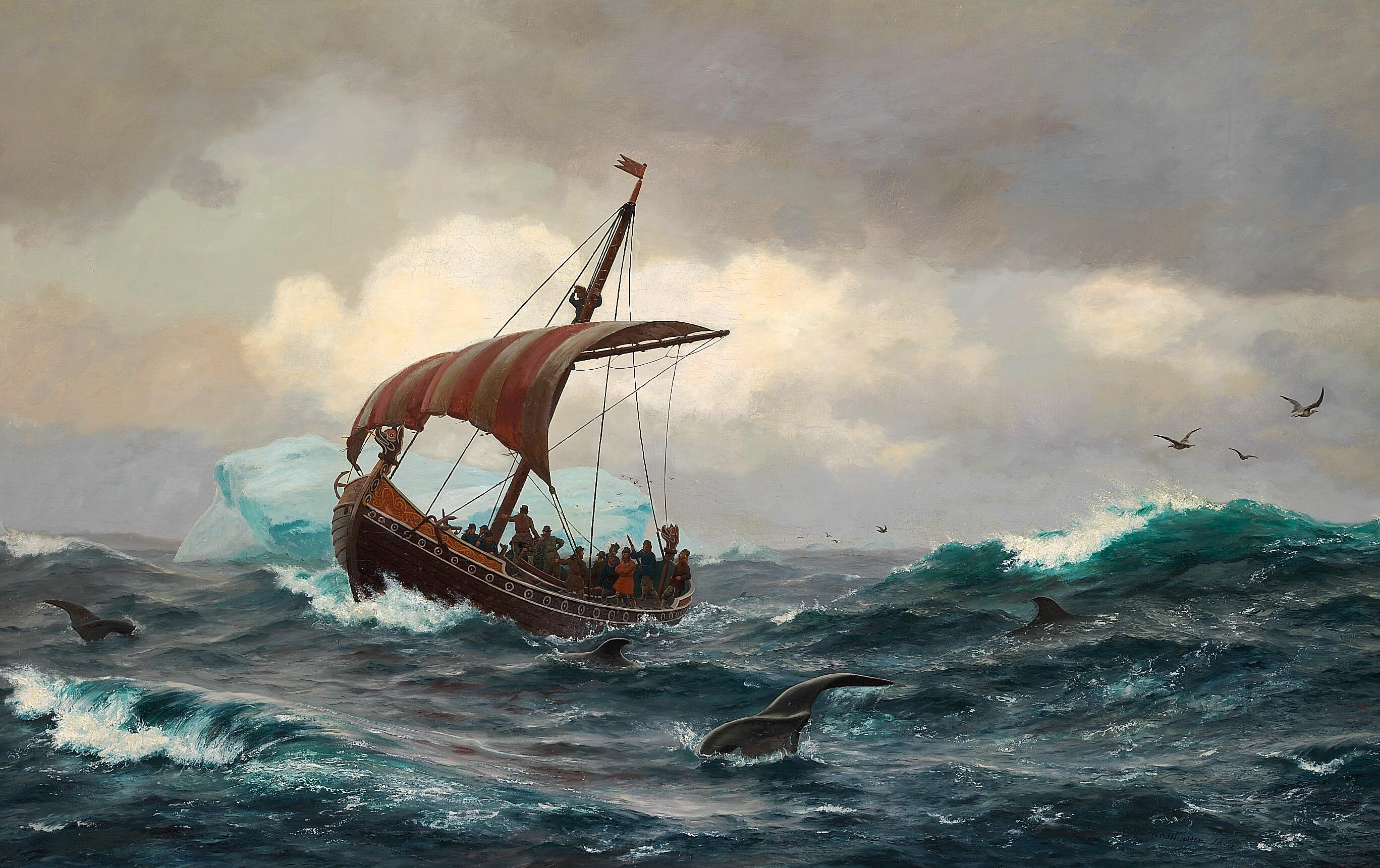
Été sur la côte du Groenland vers 1000 par Carl Rasmussen

Les Sagas du Vinland (en islandais : Íslendingasögur) sont deux textes islandais écrits indépendamment l'un de l'autre au début du treizième siècle, la La Saga des Groenlandais et la Saga d'Erik le Rouge (Eiríks saga rauða).
Elles ont été rédigées entre 1220 et 1280 et leur action se situe entre 970 et 1030.

## Description

Routes possibles des voyages établies à partir des deux sagas.

Les deux sagas contiennent des récits de voyages nordiques au Vinland, dont le nom dérive de « Wineland » et serait lié à la découverte de vignes lors de l'arrivée de Leif Erikson en Amérique du Nord. Les Sagas du Vinland donnent les plus complètes informations textuelles connues sur l'exploration nordique de l'Amérique, même si, en raison de la tradition orale islandaise, elles ne peuvent être considérées comme historiquement exactes et incluent des détails contradictoires. Cependant, les historiens croient généralement que ces sources contiennent des preuves substantielles de l'exploration viking de l'Amérique du Nord grâce à la description de la topographie, des ressources naturelles et de la culture indigène que l'on y trouve. En comparant les événements des deux livres, un calendrier réaliste peut être établi.
La véracité des deux sagas a été démontrée par la découverte et l'excavation d'une colonie datant de l'Âge des Vikings à L'Anse aux Meadows à Terre-Neuve. Des recherches menées au début des années 1960 par l'explorateur norvégien Helge Ingstad et son épouse, l'archéologue Anne Stine Ingstad, ont permis d'identifier un ancien établissement à l'emplacement de l'actuel site de L'Anse aux Meadows.

## Adaptations

### Littérature
- Le manga Vinland Saga, est une adaptation mélangeant faits réels et fiction et s’inspirant directement des sagas du Vinland, et à également été adapté à la télévision.

### Télévision
- Les sagas du Vinland font l'objet d'un épisode du dessin animé Il était une fois... les Explorateurs.

### Jeu vidéo
- Le jeu Age of Empires II: The Conquerors propose d'incarner Eric le Rouge dans un scénario jouable librement adapté des sagas du Vinland.
- Dans le jeu Assassin's Creed Valhalla, il est possible de se rendre sur les terres du Vinland via une quête dédiée pour y affronter des ennemis et y découvrir le territoire.